# Ore-Ida
Ore-Ida è un marchio di alimenti surgelati con patate prodotti e distribuiti dall'azienda statunitense Kraft Heinz's, H.J. Heinz Company Brands LLC con sede a Pittsburgh, negli Stati Uniti d'America. Il nome dell'azienda è una combinazione delle prime lettere di "Oregon" e "Idaho".

## Storia

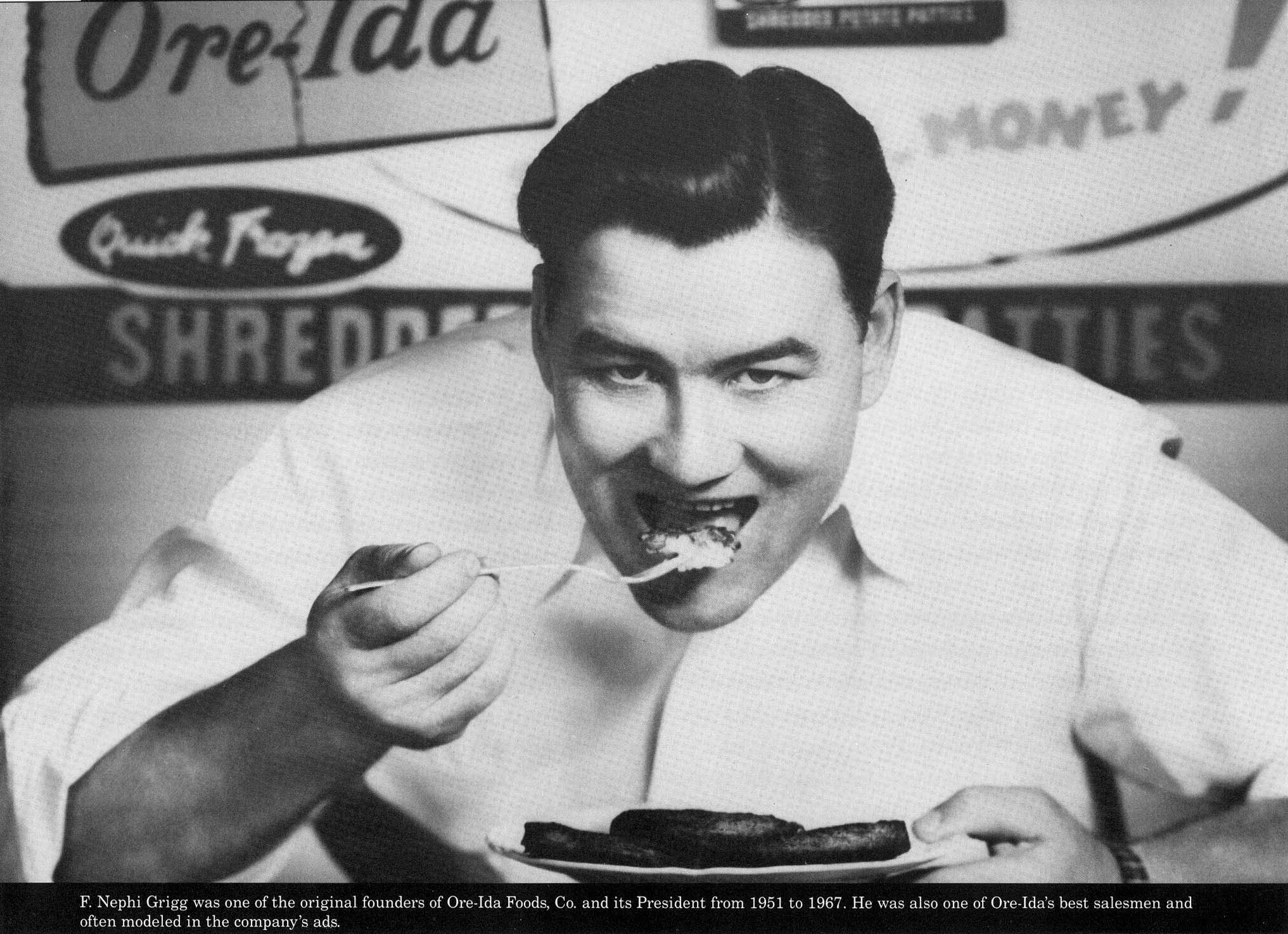
Nephi Grigg

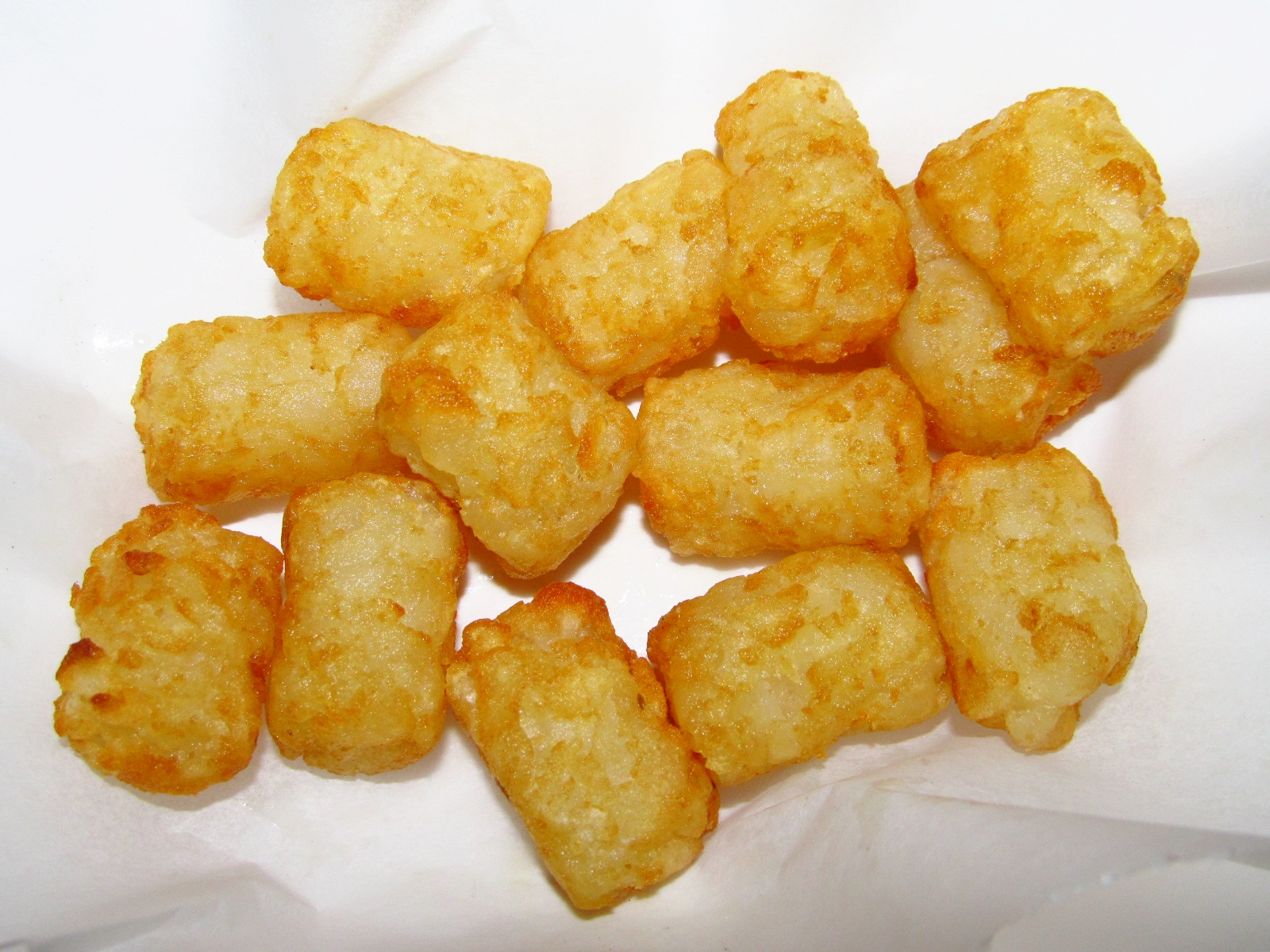
Alcune Tater Tots

Nel 1934, gli imprenditori mormoni Francis Nephi Grigg e Golden Grigg iniziarono a coltivare mais dolce nell'Oregon orientale. La loro prima azienda, la Grigg Brothers, divenne il maggiore distributore di mais dolce negli Stati Uniti.
Nel 1949, grazie al sostegno finanziario del cognato Otis Williams, i due fratelli affittarono un impianto di alimenti surgelati situato in Ontario, al confine con l'Idaho, e lo trasformarono in un impianto per la lavorazione delle patate. I tre acquistarono la struttura intorno al 1952 dopo che l'impianto venne pignorato. L'azienda venne ufficialmente fondata nello stesso anno, e prendeva il nome di Oregon Frozen Foods Company, e si era specializzata nella produzione e vendita di mais congelato e patatine fritte.
Nel 1953, Nephi, Golden e Otis diedero vita al marchio Tater Tots, dei piccoli cilindri di piccole dimensioni formati da scaglie di patate condite, che erano gli avanzi della produzione di avannotti francesi. La loro notorietà ha spinto gli statunitensi a considerarli allo stesso modo di un marchio generico.
Nel 1960, la Ore-Ida costruì un secondo stabilimento a Burley, nell'Idaho, dove si trovavano alcuni dei loro campi di patate.
Dopo essere stata quotato in borsa nel 1961, il marchio Ore-Ida venne acquisito dalla HJ Heinz Company nel 1965. La società Heinz coniò lo slogan pubblicitario When it says Ore-Ida, it’s All Righta ("quando ti dicono 'Ore-Ida', allora vuol dire che è tutto ok"), che verrà usato per molti anni.
Nel 1997, la McCain Foods acquisì la divisione ristorazione dellaOre-Ida e cinque degli stabilimenti dell'azienda, fra cui la sede di Burley. Il quartier generale della divisione Ore-Ida si trovava a Boise fino al 1999, anno in cui fu creata una nuova divisione di alimenti surgelati situata presso la sede aziendale di Heinz a Pittsburgh.

## Logo
Il primo logo raffigura il confine fra i due stati sui quali era posto il nome della ditta in corsivo. Il logo odierno riporta invece il nome dell'azienda su due "petali" disposti orizzontalmente.